# Rhinodictya quaesitrix
Rhinodictya quaesitrix är en insektsart som beskrevs av George Willis Kirkaldy 1906. Rhinodictya quaesitrix ingår i släktet Rhinodictya och familjen Tropiduchidae. Inga underarter finns listade i Catalogue of Life.